# العامل التونسي

شعار جريدة العامل التونسي (1970)

منظمة العامل التونسي، هي حركة يسارية تونسية كانت نشطة بين أوائل السبعينات ومنتصف الثمانينات. تعدّ العامل التونسي من الجيل الثاني للحركات اليسارية في تونس بعد حركة آفاق التي انتمى إليها عدد من مؤسسيها. تعود جذور العامل التونسي إلى المجموعة التي التقت حول جريدة العامل التونسي وهي نشرية باللغة الدارجة أسست عام 1969. أصبحت الجريدة ناطقة باسم حركة آفاق بعيد صدورها  إلا أن استقلت عنها عام 1971 لتشكل نواة لمنظمة العامل التونسي. التحق بالمنظمة عدد كبير من الطلبة من ذوي التوجهات المختلفة من ماركسيين وماويين وتروتسكيين وقوميين يساريين مما أثر لاحقا على تجانسها. وقد أضفت التباينات الإيدولوجية داخل الحركة إلى حصول انقسامات أدت إلى ظهور أكثر من تيار منشق مثل «العامل التونسي - الخط الثوري» و«العامل التونسي -مجموعة 77». اتخذت المنظمة سواء التيار السائد أو التيارات الأخرى مواقف راديكالية من الحكم البورقيبي ونظام الحزب الواحد مما عرض أعضاءها للاعتقال والمحاكمات منذ عام 1973 ثم عامي 1974 و1975. افرج عن آخر معتقلي الحركة عام 1980 إثر أحداث قفصة واستقبل بعضهم من قبل الرئيس الحبيب بورقيبة في قصره بصقانس. بقيت الحركة نشطة في الثمانينات أساسا في الوسط الطلابي حيث اصطدمت بحركة الاتجاه الإسلامي الصاعدة آنذاك. ظلت منظمة العامل التونسي، حتى اندثارها في أواسط الثمانينات، تقوم بإصدار بعض المنشورات أو البيانات كان من أواخرها البيان الذي أصدرته بعد أحداث الخبز عام 1984.